# Sulayman ibn al-Hakam, "al-Musta'in"
Sulaymān ibn al-Hakam "al-Mustaʿīn", in arabo سليمان الثاني (Cordova, 963 – Cordova, 1º luglio 1016), fu a due riprese Califfo omayyade del Califfato di Cordova (al-Andalus) dal 1009 al 1010 e, una seconda volta, dal 1013 al 1016.

## Origine
Figlio di Hakam ibn Sulayman e di una concubina, di nome Z'abia, come riporta la Histoire des Almohades / d'Abd el- Wâh'id Merrâkechi.

Hakam ibn Sulayman era figlio di Sulayman, a sua volta figlio dell'emiro omayyade ʿAbd al-Raḥmān III ibn Muḥammad, primo califfo omayyade del Califfato di Cordova, quindi Sulayman ibn al-Hakam era un Omayyade, bisnipote di ʿAbd al-Raḥman III, e cugino di II grado di Hisham II ibn al-Ḥakam, come confermano sia la Real Academia de la Historia, che La web de las biografias.

## Biografia
Nel 1008, dopo che Muḥammad II ibn Hishām ("al-Mahdī"), ebbe con un colpo di mano spodestato e messo in prigione il califfo Hishām II ibn al-Ḥakam, approfittando del fatto che l'uomo forte del califfato, l'Hajib, Abd al-Rahman Sanchuelo, era impegnato in una campagna militare in León contro il re Alfonso V, si era proclamato califfo, come riporta lo storico Rafael Altamira.

Dopo qualche mese Muhammad II perse l'appoggio dei berberi che proclamarono califfo un altro omayyade, anche lui di nome Hishām, che però, nel 1009, fu sconfitto e ucciso da al-Mahdī.

I berberi allora si riorganizzarono sotto la guida di Hishām, padre dell'aspirante califfo, Sulaymān b. al-Ḥakam, "al-Mustaʿīn", che, alleatosi ai Castigliani, ebbe la meglio su al-Mahdī nella battaglia di Cantich, del primo novembre 1009. al-Mustaʿīn riconobbe Hishām II califfo, ma, subito dopo, lo costrinse ad abdicare in suo favore.

Mentre al-Mahdī si rifugiava a Toledo, egli entrò a Cordova, dove permise il saccheggio ai suoi alleati berberi e castigliani, liberò e riconobbe califfo Hishām II, per poi deporlo dopo alcuni giorni, venendo riconosciuto lui stesso come califfo dalle sue truppe berbere, assumendo il titolo onorifico (laqab) di al-Mustaʿīn bi-llāh (colui che cerca l'aiuto di Dio).
Nel 1010 al-Mahdī, che nel frattempo a Toledo aveva riorganizzato le sue truppe di mercenari (i Saqāliba, ossia "Schiavoni", razziati essenzialmente nell'Europa mediterranea e slava), alleatosi ai conti di Barcellona, Raimondo Borrell III e d'Urgell, Ermengol I. nel maggio di quello stesso anno, sconfisse Sulaymān al-Mustaʿīn nei pressi della città e riconquistò Cordova, che fu messa a sacco dai Catalani, mentre al-Mustaʿīn fuggiva da Cordova.

Al-Mahdī era califfo per la seconda volta, ma gli Schiavoni gli si rivoltarono contro e, sempre nel 1010, nel mese di luglio, lo assassinarono, riportando sul trono Hishām II per la terza volta.
Sulaymān al-Mustaʿīn non riconobbe Hishām II, come califfo e portò avanti la guerra civile che opponeva i berberi, suoi sostenitori agli schiavi, sostenitori di Hishām II, permettendo così al conte di Castiglia, Sancho Garcés di recuperare le fortezze che Almanzor, a suo tempo, aveva conquistato. Sulaymān al-Mustaʿīn, secondo Abd el- Wâh'id Merrâkechi, devastò e saccheggiò al-Andalus.
Nel 1013 i Berberi conquistarono e saccheggiarono spietatamente Cordova e, nel maggio di quello stesso anno, deposero Hishām II e Sulaymān divenne califfo, per la seconda volta.

Di Hishām II non si hanno notizie certe, ma è presumibile che fu ucciso dai berberi nel maggio di quello stesso anno (però alcune fonti sostengono che riuscì a fuggire ed a finire i suoi giorni in Asia, nel più assoluto anonimato.
Per ingraziarsi le varie etnie che dominavano il califfato (arabi, berberi e schiavi) Sulaymān al-Mustaʿīn iniziò una politica di concessioni talmente grandi che il potere del califfo si era ridotto alla città di Cordova.
Ne approfittò il governatore di Ceuta, ʿAlī ibn Ḥammūd, che, ricordando che Hishām II, quando era assediato da Sulayman, lo aveva nominato suo erede, organizzato un poderoso esercito di schiavi, conquistò la città il primo luglio 1016 e alla richiesta dove fosse il loro legale califfo, Hishām II, quando seppero che era stato ucciso, giustiziarono al-Mustaʿīn e nello stesso giorno anche suo padre, Hakam ibn Sulayman, ed elessero nuovo califfo ʿAlī ibn Ḥammūd.

## Famiglia
Di Sulayman non si conosce il nome di eventuali mogli e concubine, ma si conosce il nome di quattro figli:
- Mohammed, citato come erede di Sulayman, ma che non fu mai califfo[1]
- Walid, citato con il fratello, Mohammed[1]
- Maslama, citata con il fratello, Mohammed[1]
- Oumm el-Hakam (o H'abiba), citata come figlia di Sulayman[9].

### Fonti primarie
- (FR)  Histoire des Almohades / d'Abd el- Wâh'id Merrâkechi

### Letteratura storiografica
- Rafael Altamira, "Il califfato occidentale", in: «Storia del mondo medievale», Cambridge History of Middle Age, vol. II, 1999, pp. 477–515.]